# رئیس سازمان آزادی‌بخش فلسطین
رئیس سازمان آزادی‌بخش فلسطین، وظیفهٔ رهبری کمیتهٔ اجرایی سازمان آزادی‌بخش فلسطین را بر عهده دارد. این سمت با تأسیس این سازمان در ۱۹۶۴ ایجاد شد. رئیس سازمان آزادی‌بخش فلسطین نمایندهٔ مردم فلسطینی در برابر جامعهٔ بین‌المللی (از جمله در سازمان ملل متحد) است. رئیس سازمان آزادی‌بخش فلسطین را اعضای کمیتهٔ اجرایی انتخاب می‌کنند. این سمت از سال ۲۰۰۴ برعهدهٔ محمود عباس بوده است.

## فهرست روسای سازمان آزادی‌بخش فلسطین (۱۹۶۴–اکنون)
| No. | تصویر | نام (کنیه) (تولد-درگذشت)          | تاریخ          | تاریخ                                 | حزب          | یادداشت                                                                                   |
| --- | ----- | --------------------------------- | -------------- | ------------------------------------- | ------------ | ----------------------------------------------------------------------------------------- |
| ۱   |       | احمد الشقیری (۱۹۰۸–۱۹۸۰)          | ۱۰ ژوئن ۱۹۶۴   | ۲۴ دسامبر ۱۹۶۷                        | —            |                                                                                           |
| ۲   |       | یحیی حموده (۱۹۰۸–۲۰۰۶)            | ۲۴ دسامبر ۱۹۶۷ | ۳ فوریه ۱۹۶۹                          | —            |                                                                                           |
| ۳   |       | یاسر عرفات (ابوعمار) (۱۹۲۹–۲۰۰۴)  | ۴ فوریه 1969   | ۱۱ نوامبر ۲۰۰۴ (درگذشت در دورهٔ ریاست) | فتح (سازمان) | تبعید در اردن (تا آوریل ۱۹۷۱), لبنان (۱۹۷۱ – دسامبر ۱۹۸۲) و تونس (دسامبر ۱۹۸۲ – مه ۱۹۹۴). |
| ۴   |       | محمود عباس (ابومازن) (متولد ۱۹۳۵) | ۲۹ اکتبر ۲۰۰۴  | رئیس حاضر                             | فتح (سازمان) | قائم مقام یاسر عرفات از ۲۹ اکتبر ۲۰۰۴ تا ۱۱ نوامبر ۲۰۰۴.                                  |